# Berlininseln
Die Berlininseln sind eine Inselgruppe im Archipel der Südlichen Shetlandinseln. Sie bestehen aus zwei kleinen Inseln sowie einigen umliegenden Felsen. Die Inselgruppe liegt westlich von King George Island, einige hundert Meter der Fildes-Halbinsel vorgelagert. Die Berlininseln befinden sich damit im argentinischen, britischen und chilenischen Antarktisterritorium. Diese Gebietsansprüche ruhen jedoch seit Unterzeichnung des Antarktisvertrags 1961.
1984 wurde die Inselgruppe durch eine deutsche Expedition von Wissenschaftlern der Universitäten Heidelberg, Karlsruhe und Berlin kartiert und benannt.